# 비야알레그레 (칠레)
비야알레그레(스페인어: Villa Alegre)는 칠레 마울레 주 리나레스 현의 코무나이다.